# Webbányászat
A webbányászat vagy webmining azt a gépesített dokumentumfeldolgozó szakterületet jelenti, amely az internethez kapcsolódóan a nagy mennyiségű weboldalon található képi, szöveges és egyéb alakú adatok feldolgozhatóvá való átalakításával foglalkozik. Az adatok átalakításának a célja a többnyire elektronikus dokumentum gyűjtőnévvel ellátott, különböző modalitású adathordozók megfelelő "finomított" vagy szűrt input kialakítása további, a felhasználó szempontjából értékes adatok kinyerésére. Ezt speciális OCR és MI alakfelismerő programok végzik, míg a megrendelők általában a kereskedelmi és egyéb hírszerzés területéről való cégek.

## Alkalmazási területek
Három fő alkalmazási területe:
- Webstruktúra elemzése (pl. a keresőmotorok ezen alapulnak)
- A web tartalmi elemzése (pl. véleménybányászat), nagyban kötődik a szövegbányászathoz
- Webhasználat elemzése (Web Usage Mining): felhasználói szokások elemzése (pl. marketing célból)